# جون بي. فاردا
جون بي. فاردا هو محامي وقاضي وسياسي أمريكي، ولد في 6 أكتوبر 1916، وتوفي في 20 فبراير 1993. نشط حزبياً في Wisconsin Progressive Party ‏. وقد انتخب عضو جمعية ولاية ويسكونسن ‏.